# Georg von Metaxa

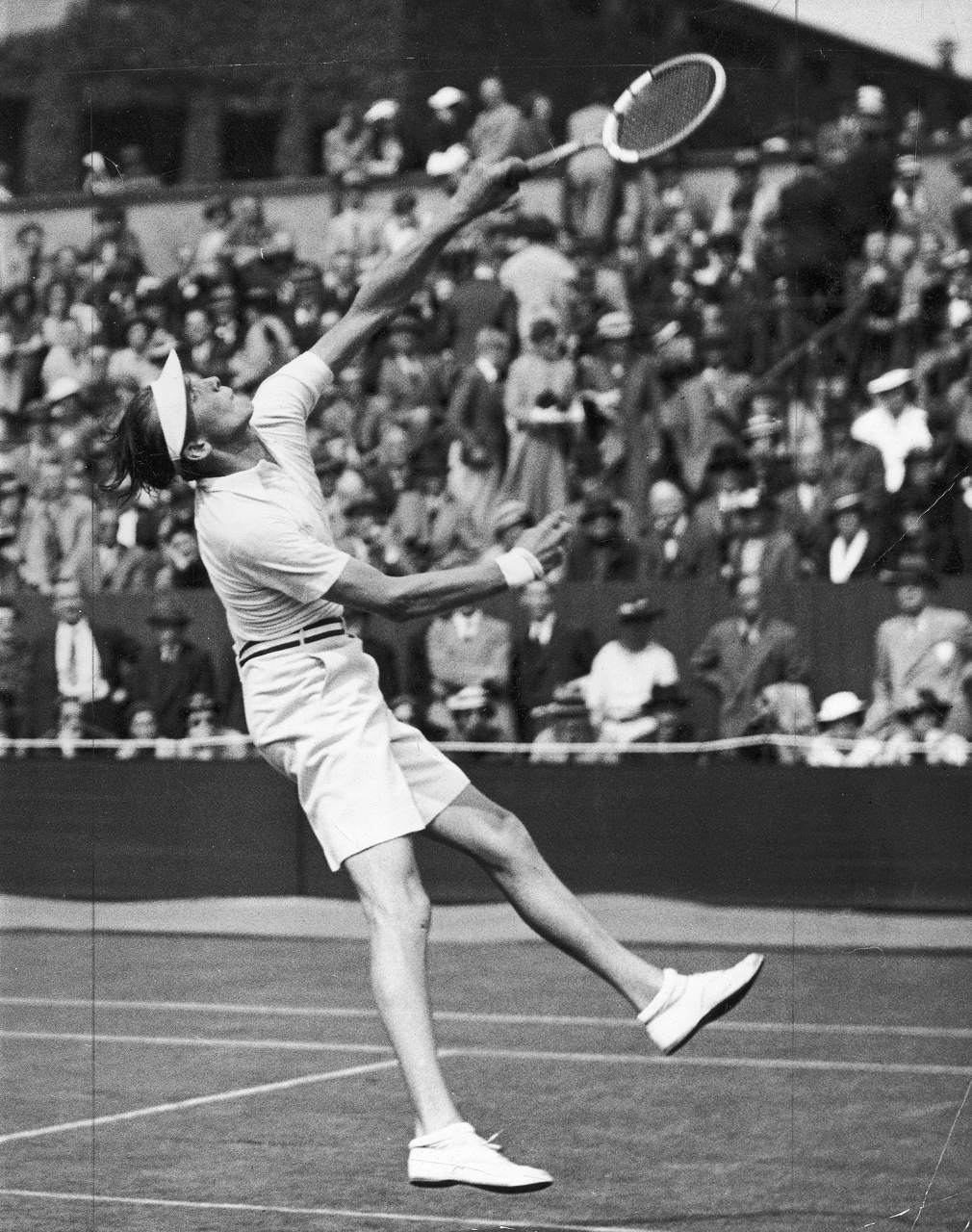
Georg von Metaxa 1937

Georg von Metaxa, född den 7 oktober 1914 i Wien, död 12 december 1944 i Tyskland, var en österrikisk tennisspelare. Han var en av de framgångsrikaste dubbelspelarna under 1930-talet.

## Tenniskarriären
Metaxa deltog perioden 1933 till 1937 i det Österrikiska Davis Cup-laget. Han spelade totalt 16 matcher i möten mot sju länder. Han vann sex av dessa matcher. Som bäst nådde laget, då med Metaxa och hans spelarpartner Adam Baworowski, semifinal i Europazonen 1936. I den sista matchen 1937 mötte laget ett lag från Tyskland. Metaxa förlorade sin enda singelmatch mot Gottfried von Cramm och tillsammans med Baworowski dubbelmatchen mot von Cramm och Henner Henkel. Spelsäsongen 1938 hade Österrike annekterats av Tyskland varvid Metaxa övergick för spel i det tyska DC-laget. Laget hade stora framgångar och nådde genom segrar över bland andra Frankrike och Jugoslavien interzonfinal. Denna spelades i USA mot Australien. Det tyska laget (Metaxa och Henkel) förlorade med 0-5 i matcher mot det australiska laget som bestod av spelarna Adrian Quist och John Bromwich.
Metaxa deltog också under 1939 fram till utbrottet av det andra världskriget i det tyska DC-laget.
I juli 1938 nådde Metaxa tillsammans med Henkel dubbelfinalen i Wimbledonmästerskapen. De mötte där det amerikanska paret Gene Mako och Donald Budge som vann med siffrorna 6-4, 3-6, 6-3, 8-6. 

## Spelaren och personen
Familjen Metaxa har sina rötter på den grekiska ön Kefalinia. Fadern, Stefan von Metaxa, var jurist med tjänst förlagd till Wien. Modern, Marianne, var född som grevinnan Stainach. Under sin uppväxt i Österrikiska Schondorf ägnade sig Georg von Metaxa med framgång åt fotbollsspel och dessutom friidrott. 

## Webblänkar
- ITF om Georg von Metaxa
- Davis Cup, Georg von Metaxa